# كامبتي (لويزيانا)
كامبتي (بالإنجليزية: Campti, Louisiana)‏ هي بلدة أمريكية تقع في الولايات المتحدة في مقاطعة نتشتوشس (لويزيانا). يقدر عدد سكانها بـ 1,057 نسمة .

## التركيبة السكانية
حدّد مكتب تعداد الولايات المتحدة بيانات التركيبة السكانية لكامبتي في تعداد الولايات المتحدة. في ما يلي، التركيبة السكانية حسب تعدادي 2000 و2010.

### تعداد عام 2000
بلغ عدد سكان كامبتي 1,057 نسمة بحسب تعداد عام 2000، وبلغ عدد الأسر 385 أسرة وعدد العائلات 270 عائلة مقيمة في البلدة. في حين سجلت الكثافة السكانية 391.5 نسمة لكل كيلومتر مربع (1,014.0/ميل2). وبلغ عدد الوحدات السكنية 462 وحدة بمتوسط كثافة قدره 171.1 لكل كيلومتر مربع (443.1/ميل2).
وتوزع التركيب العرقي للبلدة بنسبة 24.88% من البيض و74.46% من الأمريكيين الأفارقة و0.09% من الأمريكيين الأصليين و0.28% من الأعراق الأخرى و0.28% من عرقين مختلطين أو أكثر و0.85% من الهسبانيون أو اللاتينيون من أي عرق.
بلغ عدد الأسر 385 أسرة كانت نسبة 49.4% منها لديها أطفال تحت سن الثامنة عشر تعيش معهم، وبلغت نسبة الأزواج القاطنين مع بعضهم البعض 30.4% من أصل المجموع الكلي للأسر، ونسبة 35.3% من الأسر كان لديها معيلات من الإناث دون وجود شريك،  بينما كانت نسبة 4.4% من الأسر لديها معيلون من الذكور دون وجود شريكة وكانت نسبة 29.9% من غير العائلات. تألفت نسبة 26% من أصل جميع الأسر من عدة أفراد يعيشون في نفس المنزل ونسبة 6.2% كانت تتألف من شخص يعيش بمفرده يبلغ من العمر 65 عاماً أو أكثر. وبلغ متوسط حجم الأسرة المعيشية 2.74، أما متوسط حجم العائلات فبلغ 3.36.
بلغ العمر الوسطي للسكان 26.9 عاماً. وكانت نسبة 38.5% من القاطنين تحت سن الثامنة عشر، وكانت نسبة 8.5% بين الثامنة عشر والرابعة والعشرين عاماً، ونسبة 25.8% كانت واقعةً في الفئة العمرية ما بين الخامسة والعشرين والرابعة والأربعين عاماً، ونسبة 17.9% كانت ما بين الخامسة والأربعين والرابعة والستين، ونسبة 9.2% كانت ضمن فئة الخامسة والستين عاماً فما فوق. يوجد لكل 100 أنثى 81.8 ذكر، ويوجد لكل 100 أنثى في الثامنة عشر من عمرها فما فوق 74.9 ذكر.
بلغ متوسط دخل الأسرة في البلدة 14,844 دولارًا، أما متوسط دخل العائلة فبلغ 15,781 دولارًا. وكان متوسط دخل الذكور 25,750 دولارًا مقابل 14,000 دولارًا للإناث. وسجل دخل الفرد الخاص بالبلدة 7,219 دولارًا. وكانت نسبة 47.3% من العائلات ونسبة 45.4% من السكان تحت خط الفقر، وكان من هؤلاء نسبة 55.9% تحت سن الثامنة عشر ونسبة 33% في الخامسة والستين من العمر وما فوق.

### تعداد عام 2010
بلغ عدد سكان كامبتي 1,056 نسمة بحسب تعداد عام 2010، وبلغ عدد الأسر 421 أسرة وعدد العائلات 271 عائلة مقيمة في البلدة. في حين سجلت الكثافة السكانية 391.1 نسمة لكل كيلومتر مربع (1,012.9/ميل2). وبلغ عدد الوحدات السكنية 526 وحدة بمتوسط كثافة قدره 194.8 لكل كيلومتر مربع (504.5/ميل2).
وتوزع التركيب العرقي للبلدة بنسبة 27.37% من البيض و69.98% من الأمريكيين الأفارقة و0.47% من الأمريكيين الأصليين و0.09% من الأمريكيين ذوي الأصول الآسيوية و0.09% من سكان جزر المحيط الهادئ و1.99% من عرقين مختلطين أو أكثر و0.76% من الهسبانيون أو اللاتينيون من أي عرق.
بلغ عدد الأسر 421 أسرة كانت نسبة 39% منها لديها أطفال تحت سن الثامنة عشر تعيش معهم، وبلغت نسبة الأزواج القاطنين مع بعضهم البعض 26.8% من أصل المجموع الكلي للأسر، ونسبة 32.8% من الأسر كان لديها معيلات من الإناث دون وجود شريك،  بينما كانت نسبة 4.8% من الأسر لديها معيلون من الذكور دون وجود شريكة وكانت نسبة 35.6% من غير العائلات. تألفت نسبة 32.3% من أصل جميع الأسر من عدة أفراد يعيشون في نفس المنزل ونسبة 8.6% كانت تتألف من شخص يعيش بمفرده يبلغ من العمر 65 عاماً أو أكثر. وبلغ متوسط حجم الأسرة المعيشية 2.51، أما متوسط حجم العائلات فبلغ 3.15.
بلغ العمر الوسطي للسكان 30.5 عاماً. وكانت نسبة 30.7% من القاطنين تحت سن الثامنة عشر، وكانت نسبة 12.6% بين الثامنة عشر والرابعة والعشرين عاماً، ونسبة 22.8% كانت واقعةً في الفئة العمرية ما بين الخامسة والعشرين والرابعة والأربعين عاماً، ونسبة 24.3% كانت ما بين الخامسة والأربعين والرابعة والستين، ونسبة 9.6% كانت ضمن فئة الخامسة والستين عاماً فما فوق. وتوزع التركيب الجنسي للسكان بنسبة 46.1% ذكور و53.9% إناث.

## توأمة
لكامبتي (لويزيانا) اتفاقيات توأمة مع:
- ناكوغدوشس

## أعلام
- ماكسين براون